# Mario Cantone
Mario Cantone (ur. 9 grudnia 1959 w Stoneham) – amerykański komik, scenarzysta, aktor filmowy i telewizyjny pochodzenia włoskiego.

## Życiorys
Urodził się i wychował w Stoneham w Massachusetts, gdzie jego włosko-amerykańska rodzina przeprowadziła się, gdy miał dwa lata. Był czwartym z pięciorga dzieci Elizabeth (z domu Pescione), która w młodości była piosenkarką dużego zespołu, i Mario Cantone Sr., właściciela restauracji w Bostonie. Dorastał wraz z dwiema siostrami - Marion i Camille. Po raz pierwszy wywołał wrażenie gdy na pokazie talentów w szkole średniej zaprezentował Julia Child. W 1978 ukończył Stoneham High School. W 1982 otrzymał dyplom ukończenia Emerson College w Bostonie. 
Swoją karierę zawodową rozpoczął prowadząc program dla dzieci Steampipe Alley, który był emitowany na stacji WWOR-TV w Nowym Jorku i New Jersey w latach 1987–1993. Na swoich występach stand-up naśladował takie osobistości świata rozrywki jak Liza Minnelli, Judy Garland, Bruce Springsteen, Jim Morrison i Bette Davis. Stał się znany telewidzom ze swojej roli w serialu HBO Seks w wielkim mieście (2000–2004) jako Anthony Marantino, gejowski organizator ślubu Charlotte York (Kristin Davis).
W 1995 zastąpił Nathana Lane na Broadwayu w roli Buzza Hausera w spektaklu Love! Valour! Compassion!, a także zagrał Stephano w Burzy u boku Patricka Stewarta oraz Timona w musicalu Król lew. Użyczył głosu w filmie animowanym Fish N Chips: The Movie (2013).
W październiku 2011 Cantone poślubił swojego partnera od 20 lat, dyrektora teatru muzycznego Jerry’ego Dixona. Ceremonii przewodniczył pastor Jamie Charles „Jay” Bakker.

## Filmografia
- Potyczki z mafią (Who Do I Gotta Kill?, 1994) jako Rico
- Quiz Show (1994) jako Passerby
- Polowanie na mysz (Mousehunt, 1997) jako Zeppco Suit
- Seks w wielkim mieście (Sex and the City, 2000–2004) jako Anthony Marantino
- Pandora (2002) jako Wsparcie techniczne
- Szczęście na kredyt (Happy Hour, 2003) jako Goeffrey
- Crooked Lines (2003) jako Cliff
- Szachowe dzieciństwo (2005) jako Szef castingu
- Uwaga, faceci! (Men in Trees, 2006–2008) jako Terri (gościnnie)
- Na fali (Surf's Up, 2007) jako Mikey Abromowitz (głos)
- Staten Island (2007) jako pan Butron
- Three Days to Vegas (2007) jako Chris
- Seks w wielkim mieście (Sex and the City: The Movie, 2008) jako Anthony Marantino
- Seks w wielkim mieście 2 (Sex and the City 2, 2010) jako Anthony Marantino